# John Beasley (musicien)
Pour les articles homonymes, voir John Beasley et Beasley.
John Rule Beasley (né le 10 octobre 1958), est un pianiste de jazz, chef d’orchestre et producteur de musique pour le cinéma et la télévision.

## Discographie

### Soliste
- 1992 - Cauldron (Windham Hill, 01934 10134-2)
- 1993 - A Change of Heart (Windham Hill, 01934 10145 2)
- 2001 - Surfacing (EWE Records, EWCD 2002)
- 2005 - One Live Night (John Beasley, 17528–56)
- 2008 - Letter to Herbie (Resonance, RCD-1003)
- 2009 - Positootly! (Resonance, RCD-1013)
- 2016 - John Beasley Presents MONK'estra Vol. 1 (Mack Avenue, MAC1113)
- 2017 - John Beasley Presents MONK'estra Vol. 2 (Mack Avenue, MAC1125)
- 2020 - MONK'estra Plays John Beasley (Mack Avenue, MAC1172)

### Musique de film
- 1993 - Mose the Fireman, with Walter Becker and Michael Keaton (Rabbit Ears Productions, 74041-70748-2)

### Collaborations
- 2013 - Gianfranco Continenza, Dusting the Time (Videoradio, VRCD 000844)
- 2022 - Sofia Hoffmann, Rebirth

### Directeur musical
- 2005 - American Idol (multi-platinum Carrie Underwood victory in 2005 as associate music director), FOX
- 2005 - Carly Simon A Moonlight Serenade aboard Queen Mary, PBS
- 2007 - Search for the Next Pussycat Dolls, CW
- 2012 - Duets with John Legend, Kelly Clarkson, Robin Thicke, Jennifer Nettles, ABC
- 2014 - Sports Illustrated Swimsuit: 50 Years of Beautiful, NBC
- 2014 - Sing Your Face Off, ABC
- 2015 - 2016 - American Idol, FOX
- 2016 - Jazz at the White House (Emmy nomination for best music direction), ABC
- 2017 - International Jazz Day in Cuba, BET[1],[2]